# William Francis Patrick Napier
William Francis Patrick Napier (Celbridge, condado de Kildare, 17 de Dezembro de 1785 — Londres, 10 de Fevereiro de 1860), militar e historiador britânico que se distinguiu na Guerra Peninsular.
Foi o quarto filho nascido do casamento da aristocrata inglesa Lady Sarah Lennox e o seu segundo marido, o oficial do exército empobrecido chamado George Napier. Pelo lado de sua mãe, foi neto de Charles Lennox, 2.º Duque de Richmond e sua esposa, a Sarah Lennox, Duquesa de Richmond e Lennox.